# Landfläche

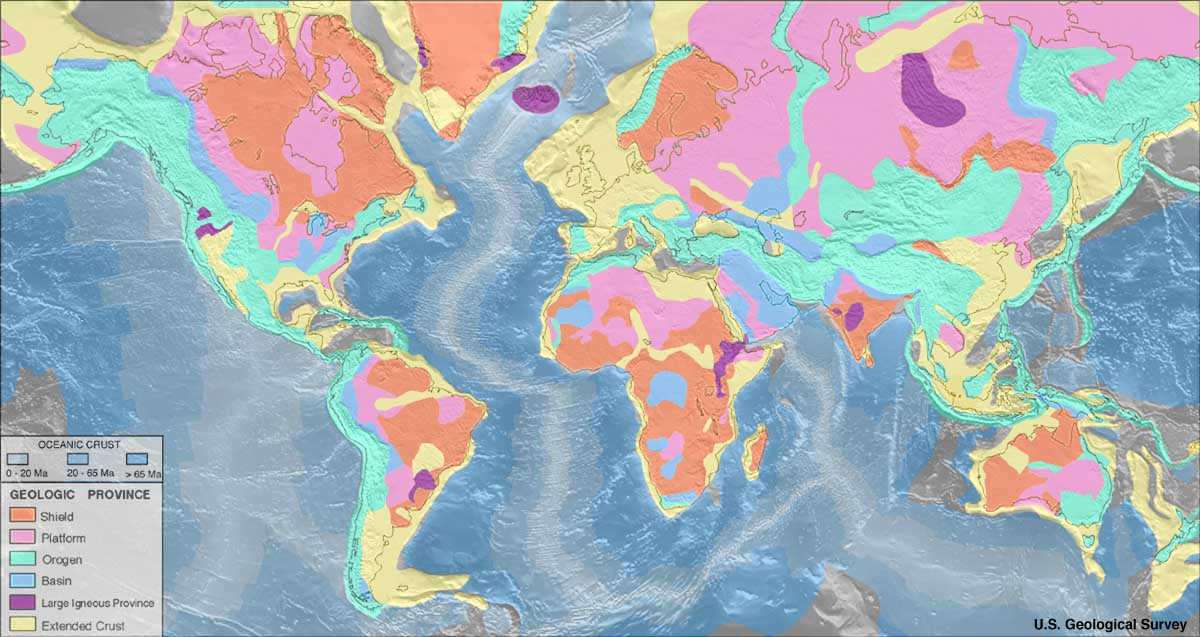
Geologische Grobgliederung der Erdkruste: Graublautöne kennzeichnen ozeanische Kruste, alle übrigen Farben kennzeichnen kontinentale Kruste, die jedoch in geringem Umfang auch Meeresbereiche unterlagert.

Als Landfläche, Landmasse oder Festland wird in den Geowissenschaften (insbesondere der Geographie) weitestgehend jener Teil der Erdoberfläche bezeichnet, der sich über den Meeresspiegel erhebt und deshalb auch bei Flut nicht vom Wasser der Ozeane und Meere bedeckt wird. Die Lebensräume an Land werden als terrestrische Ökosysteme bezeichnet. Einige, Depression genannte, Landflächen liegen unterhalb des Meeresspiegels. Dass diese Landflächen nicht von Meerwasser überschwemmt werden, ist dadurch möglich, dass sie entweder durch natürliche Höhenzüge oder durch Deichbauten von Meerwasser abgeschirmt sind. In diese Gebiete gelangendes Süßwasser wird oftmals in höher gelegene Areale abgepumpt. 
Die Landfläche der Erde beträgt etwa 149,4 Millionen km² – also 29,3 % der Erdoberfläche – und entfällt hauptsächlich auf die Kontinente: Eurasien (geographisch-geologischer Überbegriff für Europa und Asien), Afrika, Amerika (Nordamerika, Mittelamerika und Südamerika), Antarktika und Australien.
Dabei bezeichnet man insbesondere die großen zusammenhängenden Landmassen der Erde – die Kontinente (im klassisch-geographischen Sinn) – als Festland. Diese sind allerdings etwas kleiner als die zusammenhängenden Massen kontinentaler Erdkruste (Kontinente im geologischen Sinn), zu denen auch die flachen Randmeere – die Schelfgebiete – gehören. Die Grenzregionen zwischen Festland und Meer heißen Küsten (veraltet: Gestade), wobei auch Landflächen zu einer Küstenregion hinzugezählt werden können, die nicht unmittelbar an der Küstenlinie liegen (vergl. dazu beispielsweise die Begriffe Ostküste und Westküste der USA). Im Gegensatz dazu steht das Binnenland, eine nach allen Seiten im Verhältnis weit vom Meer entfernte Landfläche.
Kleinere und verstreute Landflächen innerhalb von Gewässern werden Inseln genannt und nicht zum Festland respektive der Landmasse im vorhergehenden Sinne gezählt (vergl. den Begriff Kontinentaleuropa). Bei größeren und auch kleineren wird auch jeweils die Hauptinsel als Festland bezeichnet (engl. auch oft Mainland) und die der Hauptinsel vorgelagerten jeweils küstennahen Inseln als Nebeninseln.
Landflächen reagieren im Gegensatz zu Wasserflächen sehr schnell und stark auf eine variierende Sonneneinstrahlung, weil sie eine geringere spezifische Wärme als Wasser besitzen. Deshalb kühlt das Land über Nacht schneller ab als das Meer und erwärmt sich am Tag schneller. Diese im Tagesgang oft erheblichen Temperaturunterschiede sind die Ursache von vielen regionalen Windsystemen. Gleiches gilt für den Jahresgang der Temperatur im Verlauf der Jahreszeiten. Je größer die Landmasse ist, desto deutlicher zeigt sich dieser Effekt und ist typisch für ein kontinentales Klima.